# Jenni Liu
Jenni Liu (* 29. Mai 2000) ist eine deutsche Volleyballspielerin.

## Karriere
Jenni Liu ist die Tochter des chinesischen Nationalspielers Liu Changcheng und der ehemaligen Bundesligaspielerin Dai Ming Liu. Sie begann ihre Karriere beim Moerser SC. 2017 ging sie zur Nachwuchsmannschaft VC Olympia Berlin. Mit dem VCO spielt die Juniorennationalspielerin in der Saison 2017/18 und 2018/19 in der Bundesliga. Nach dem Rückzug des VCO Berlins aus der Bundesliga verließ Jenni Liu den Verein und gehört seit der Saison 2020/21 zum Volleyball-Roster der University of Michigan. Nach einer Interimszeit von einem Monat Ende 2022 beim deutschen Bundesligisten VfB Suhl L0tto Thüringen kehrte Liu wieder zurück zur Michigan University. Zur Saison 2024/25 wechselt sie zu den Roten Raben Vilsbiburg in der 2. Volleyball-Bundesliga Pro.